# Christoph Uleer
Johannes Christoph Uleer (* 24. Januar 1937 in Merschwitz, Sachsen) ist ein deutscher Jurist. Er war von 2001 bis 2014 Vorstandsvorsitzender der Deutschen AIDS-Stiftung.

## Leben
Christoph Uleer studierte nach dem Abitur am Gymnasium Josephinum in Hildesheim Rechtswissenschaften an den Universitäten in Freiburg im Breisgau und Würzburg. In Freiburg wurde er 1958 Mitglied der katholischen Studentenverbindung KDStV Wildenstein im CV und später trat er auch der K.D.St.V. Gothia-Würzbzrg im CV bei. Beide Staatsexamen legte er in Bayern ab. In Würzburg wurde er mit der Arbeit Das Verhältnis von DP und CDU bei den niedersächsischen Regierungsbildungen von 1955, 1957 und 1959 zum Dr. iur. utr. promoviert. Sein Doktorvater war Friedrich August von der Heydte.
In das Berufsleben startete er von 1967 bis 1969 als Assistent des CDU-Sozialpolitikers Thomas Ruf MdB, Esslingen. Von 1969 bis 1971 war er Bundesgeschäftsführer der Mittelstands- und Wirtschaftsvereinigung der CDU/CSU. Im Jahre 1971 wurde er zum Verbandsdirektor des Verbandes der Privaten Krankenversicherung e.V. (PKV-Verband), Köln, berufen, und 1976 auch zu dessen geschäftsführendem Vorstandsmitglied gewählt. Nachdem im Zuge der Einführung der gesetzlichen Pflegeversicherung die Medicproof GmbH als medizinischer Dienst zur Beurteilung der Pflegebedürftigkeit der Privatversicherten gegründet worden war, übernahm er 1996 auch die Geschäftsführung dieser Tochtergesellschaft des PKV-Verbandes. Außerdem gehörte er dem Vorstand der Gesellschaft Versicherungswissenschaft und -gestaltung e. V., Köln, an. Seine Funktionen im PKV-Verband und in der GVG gab er aus Altersgründen zum 1. Juli 2002 auf, die Geschäftsführung der Medicproof GmbH zum 1. Juli 2005. Seither ist er Mitglied des Aufsichtsrats der Continentale Krankenversicherung a.G.
Vom 1. Juli 2001 bis zum 31. Dezember 2014 war Christoph Uleer ehrenamtlicher Vorstandsvorsitzender der Deutschen AIDS-Stiftung, Bonn. Seit 2015 ist er Vorstandsmitglied der Stiftung. Er gehörte schon im Jahr 1987 als Vertreter der PKV zu den Initiatoren der Nationalen AIDS-Stiftung, einer der beiden Stiftungen, die sich 1996 zur Deutschen AIDS-Stiftung zusammenschlossen.
Der Bundespräsident hat Christoph Uleer 1997 das Bundesverdienstkreuz am Bande und 2005 das Bundesverdienstkreuz Erster Klasse verliehen.

## Schriften
- 100 Fragen zur Privaten Kranken- und Pflegeversicherung, mit Beiträgen von Jürgen Miebach..., 5. Auflage, 2001, Verlag Versicherungswissenschaft, Karlsruhe
- Abrechnung von Arzt- und Krankenhausleistungen, Kommentar, Uleer/Miebach/Patt, 3. Auflage, 2006, Verlag C.H.Beck, München